# 熊本縣
熊本縣（日语：／ Kumamoto ken */?）是位於日本九州中部的縣，在令制國時代稱肥後國，與九州其他六縣都有接壤或隔內海灣柤望，面積7,409平方公里，人口約170萬，縣廳位於熊本市。養殖業相當繁盛，轄區內的阿蘇山因周邊具有世界少見的完整破火山口地形而被世人廣知。

## 地理
熊本縣東北部有著名的阿蘇山，古時就有「火國」的說法。全境山地占3/4以上，東部九州山地最為廣闊，從山地流出白川、綠川及被稱為日本三大激流之一的球磨川，下游形成熊本和八代平原。海上的天草群島也屬於本縣。1966年修建的天草五橋，不但連接了九州本土和天草幾個大島，也為本縣增添了一個名勝。

## 歷史
- 2016年熊本地震：2016年4月14日晚和16日凌晨1時25分，分別發生黎克特制6.5和7.3主震，造成熊本市有醫院被震毀、古蹟熊本城受重創，還有多處塌樓、塌橋及山泥傾瀉，有千餘人死傷和數十人被活埋。

## 吉祥物
吉祥物為熊本熊，是熊本縣的營業部長兼幸福部長，也是日本第一位吉祥物公務員。2011年因應九州新幹線全線通車，有感於熊本縣在日本的知名度低，便設計出熊本熊做為縣代表吉祥物，從此風靡全國，甚至紅爆全球，「熊本熊」相關商品，營業額累計高達1.46兆日圓。

## 火之國
有人別稱熊本為「火之國」，其原因有三：
1. 因為這裡擁有廣大破火山口的阿蘇山，在雄偉壯觀的景色中，這個活火山還是持續地進行火山運動。
2. 出現在有明海上的神秘火光。傳說日本景行天皇為了撲滅豪族「熊襲」而來到熊本時，暗夜裡靠著出現在海上的火得以安全靠岸。這個不知名的火被日本人稱作「不知火」，現在到了秋天的晚上便會出現在八代海（有明海）上。而這個現像已被科學家解釋為烏賊漁船的漁火而形成的海市蜃樓。
3. 傳說崇神天皇時有土蜘蛛打猴、頸猴二人，率徒眾一百八十余人聚於益城郡朝來名峰。天皇於是便派遣健緒組率眾誅滅賊眾。消滅後健緒組又於國內進行巡察及查探消息。當他們來到八代郡白髮山時，因天色已晚便在當地止宿；但夜裡的天空突然有自然而生的火焰，並徐徐降到此山上燃燒，令他們一行人大感驚訝。健緒組將這奇怪的事上告天皇，天皇也因此將此地名為「火國」。

也就因為這多項與火有關的題材令其「火之國」之名更聞名。

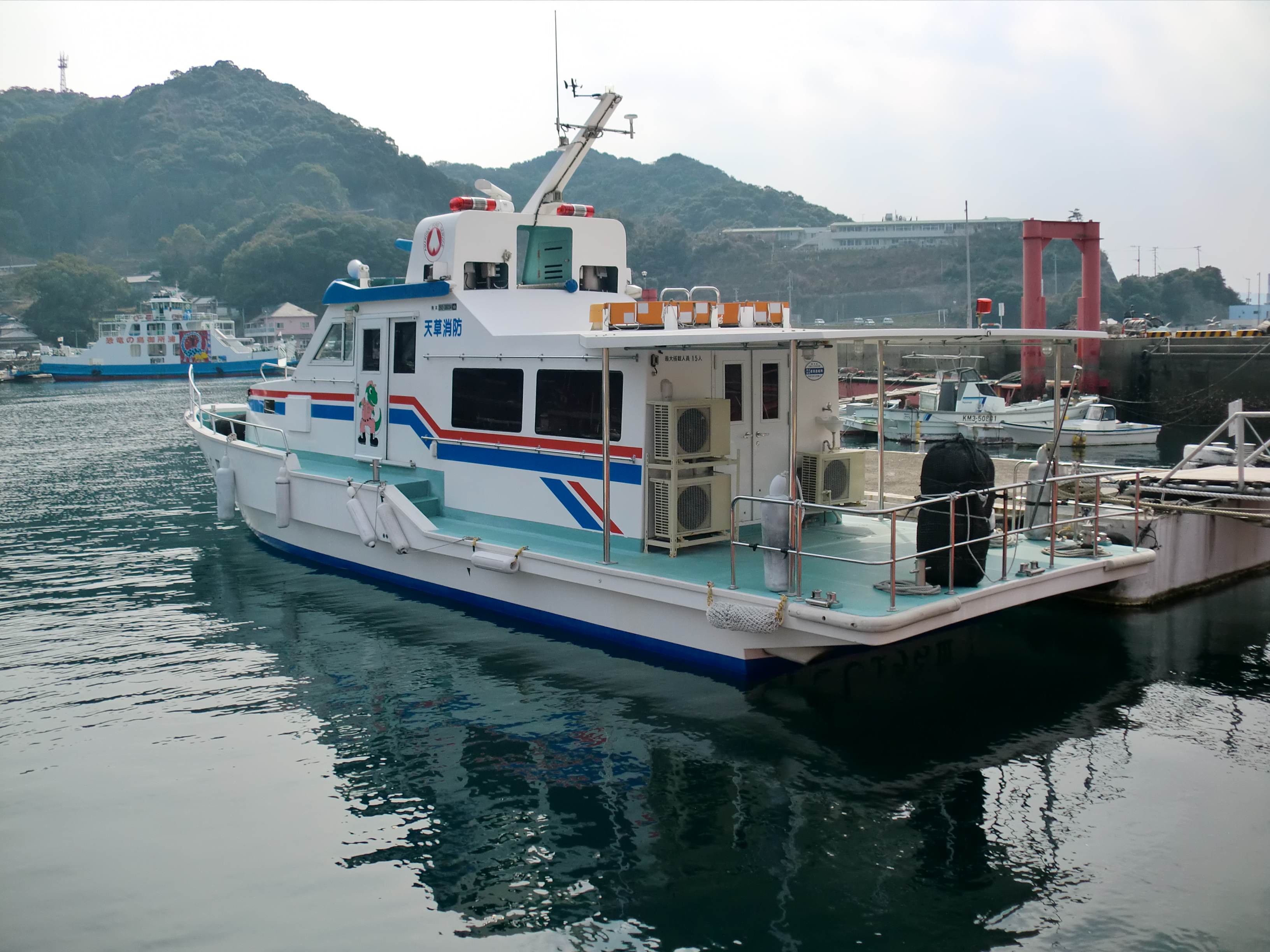
天草廣域的消防船
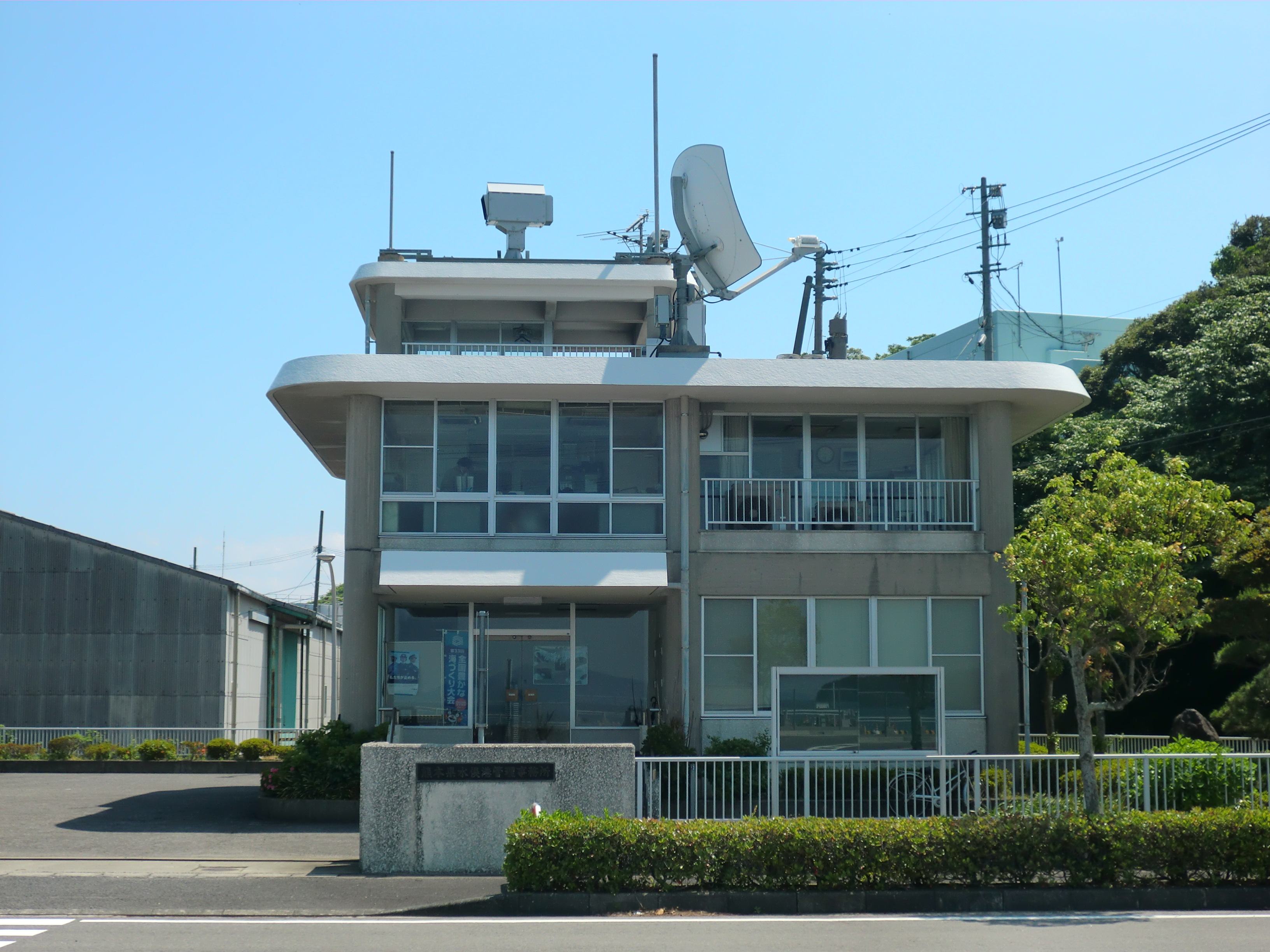
水俣港管理局
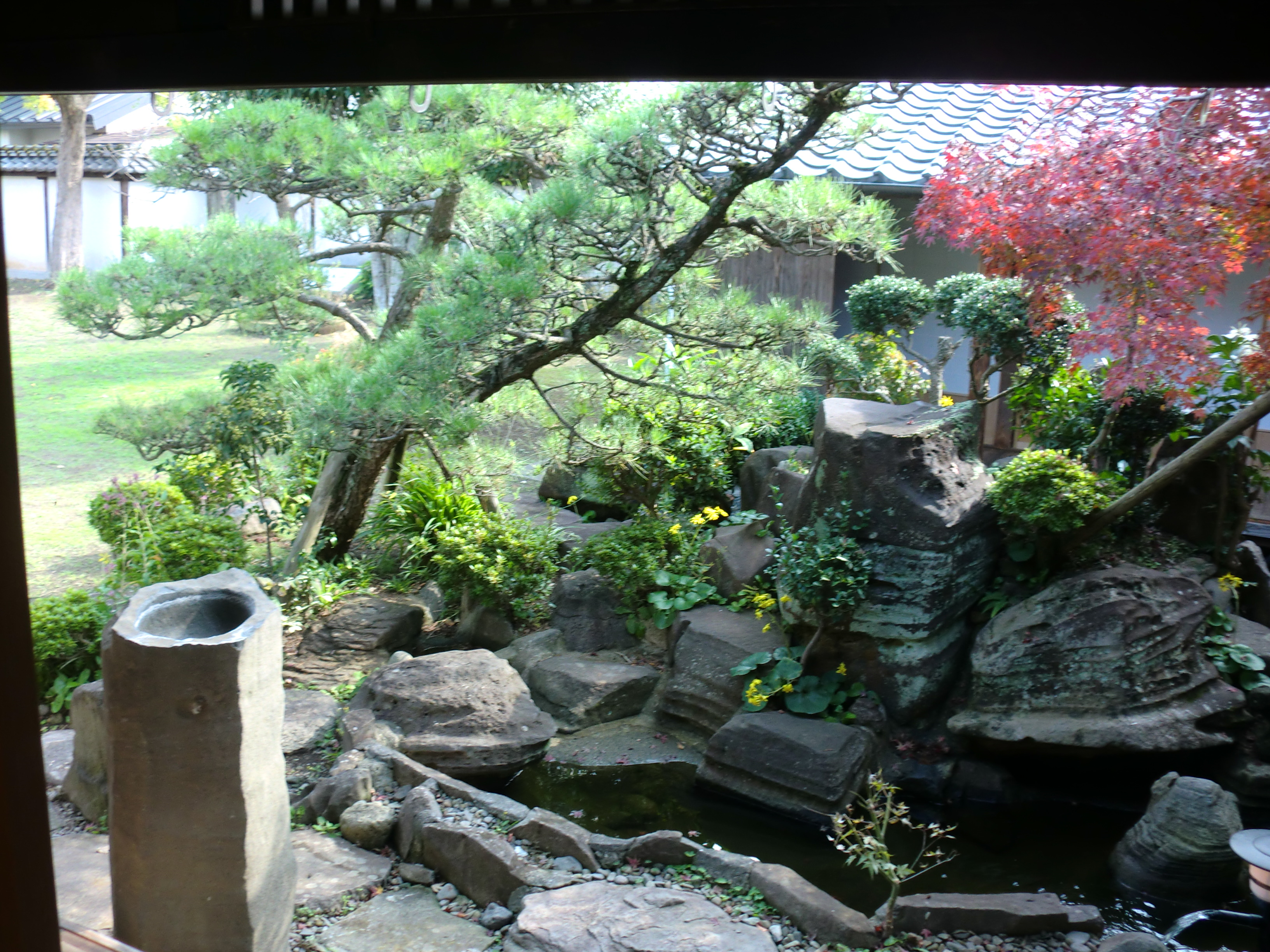
蘆花生家
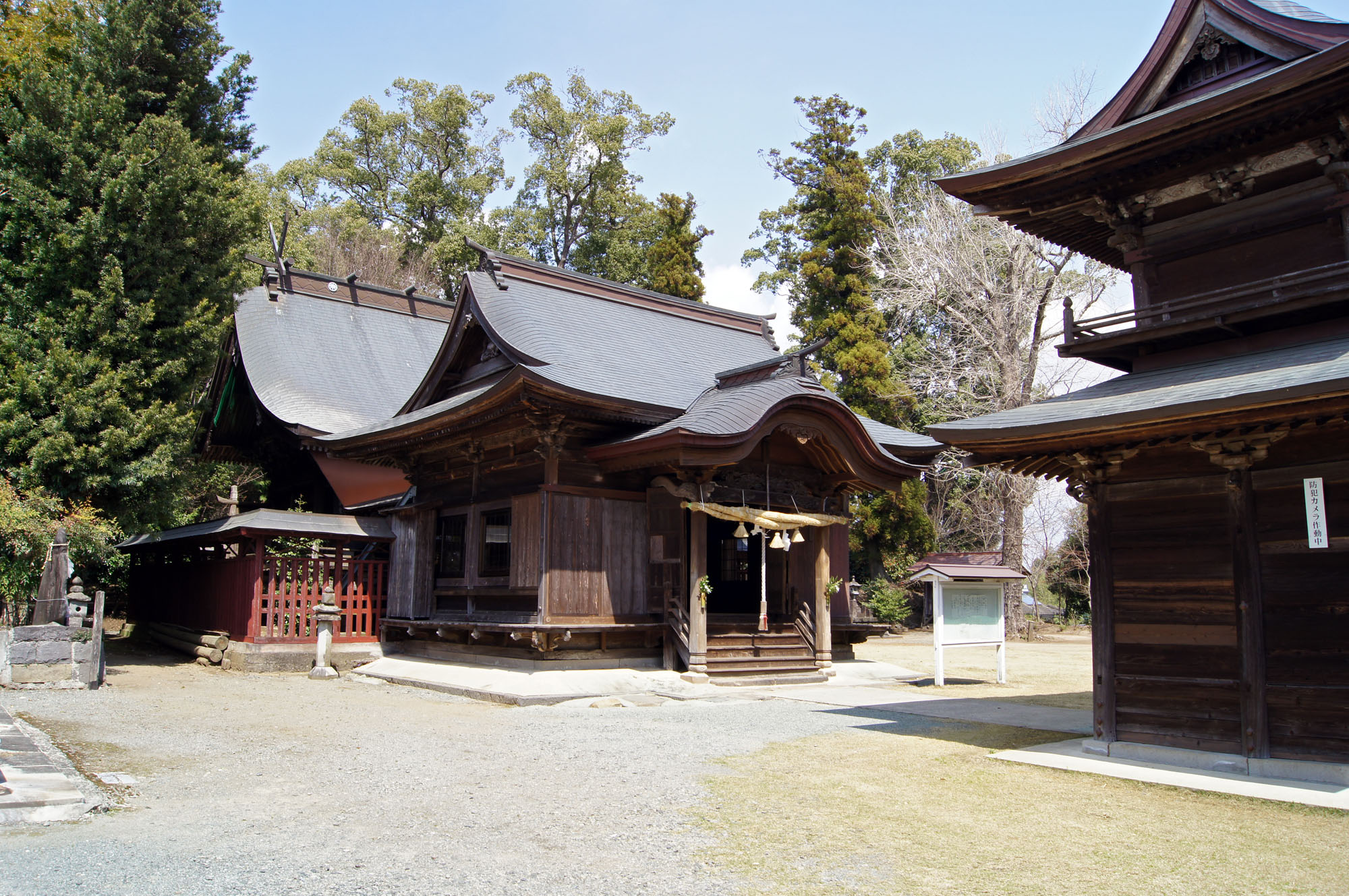
竹迫日吉神社
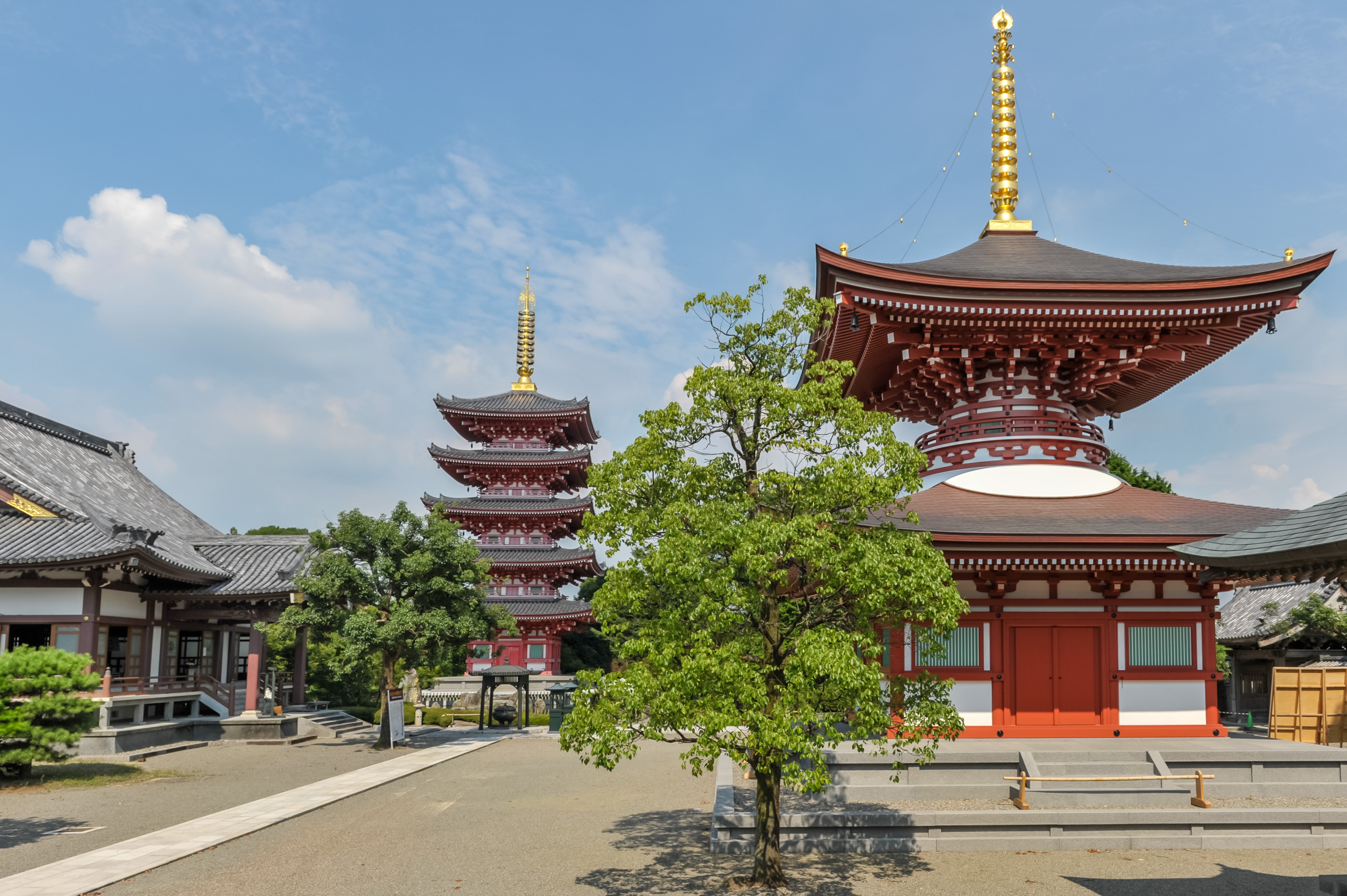
蓮華院誕生寺
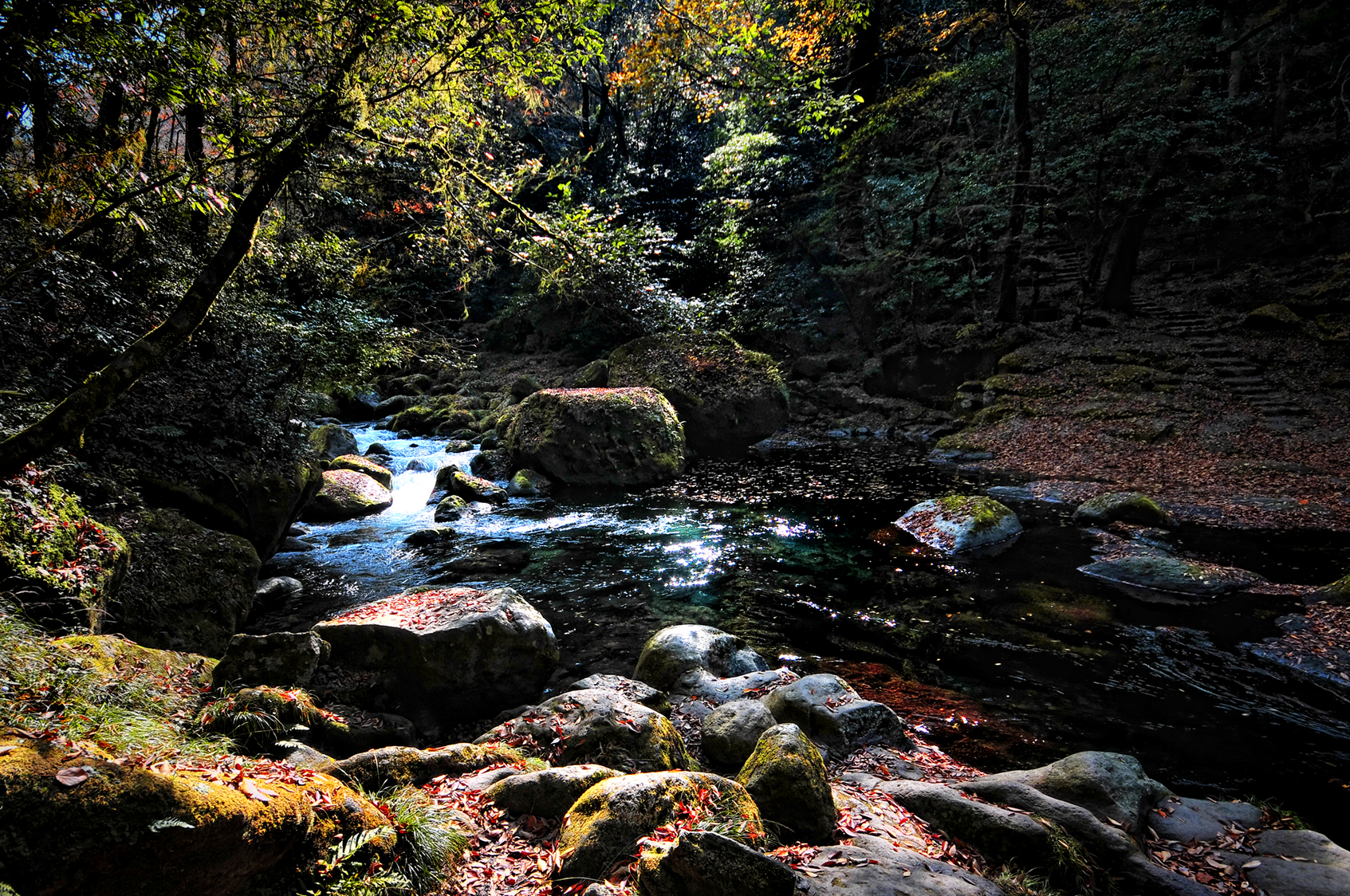
菊池市鄉間
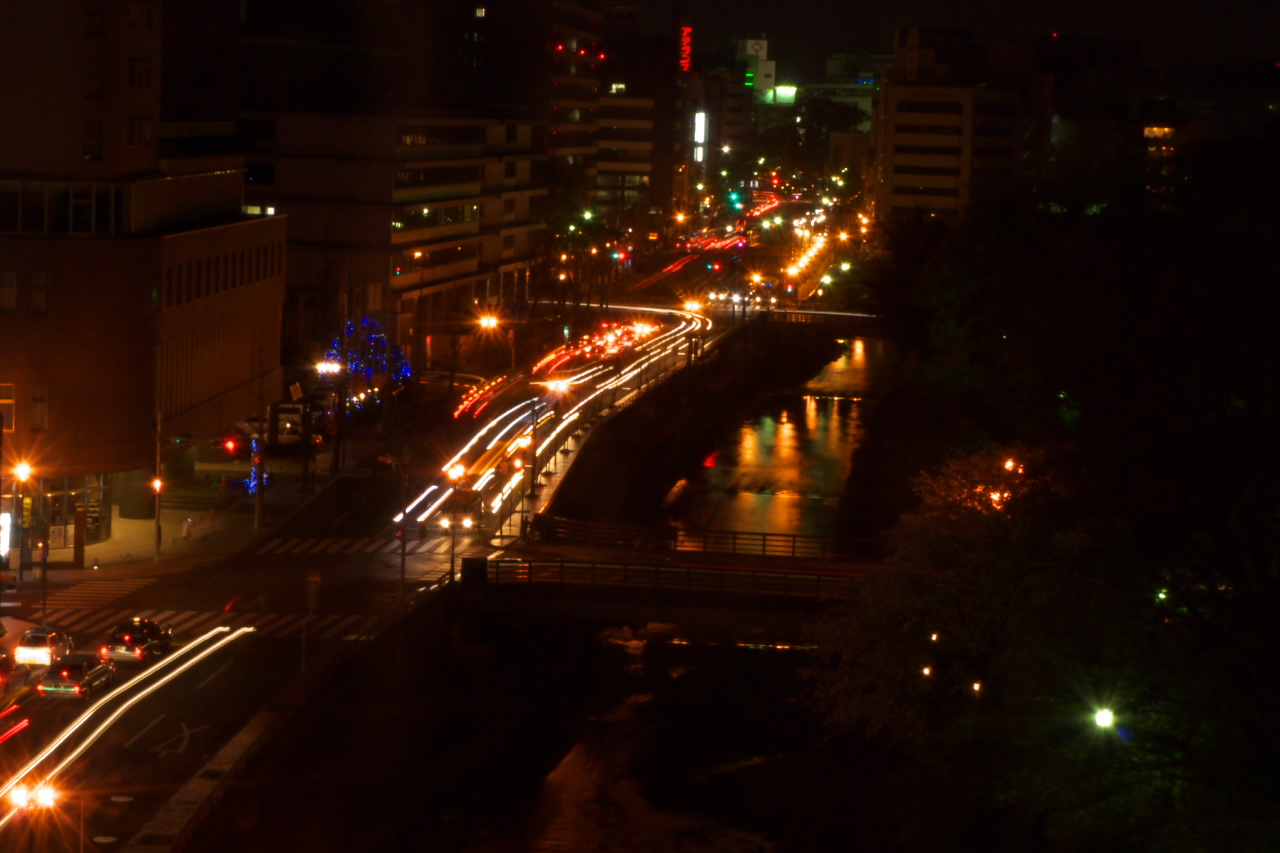
熊本市

## 特產

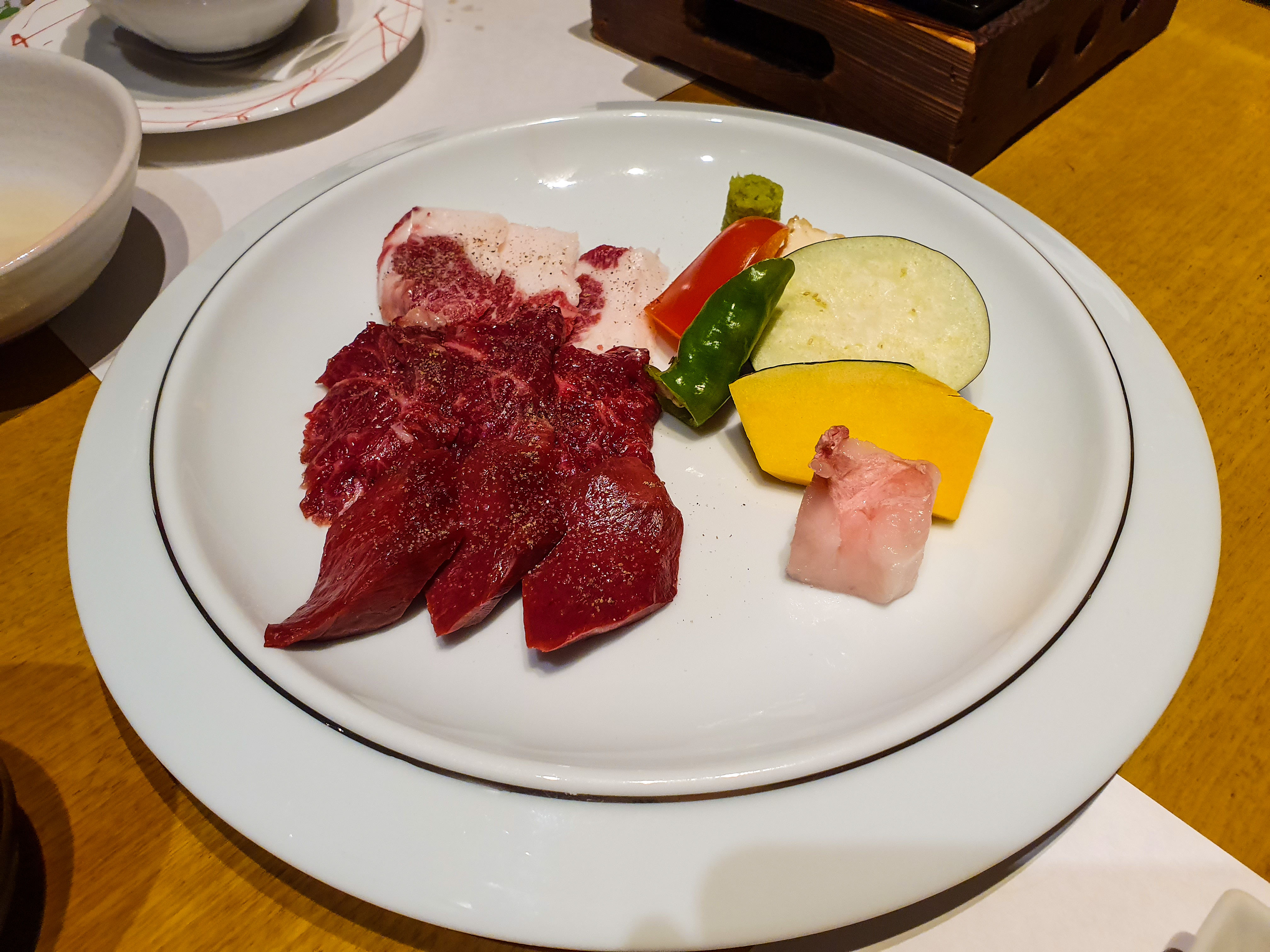
熊本生馬肉拼盤

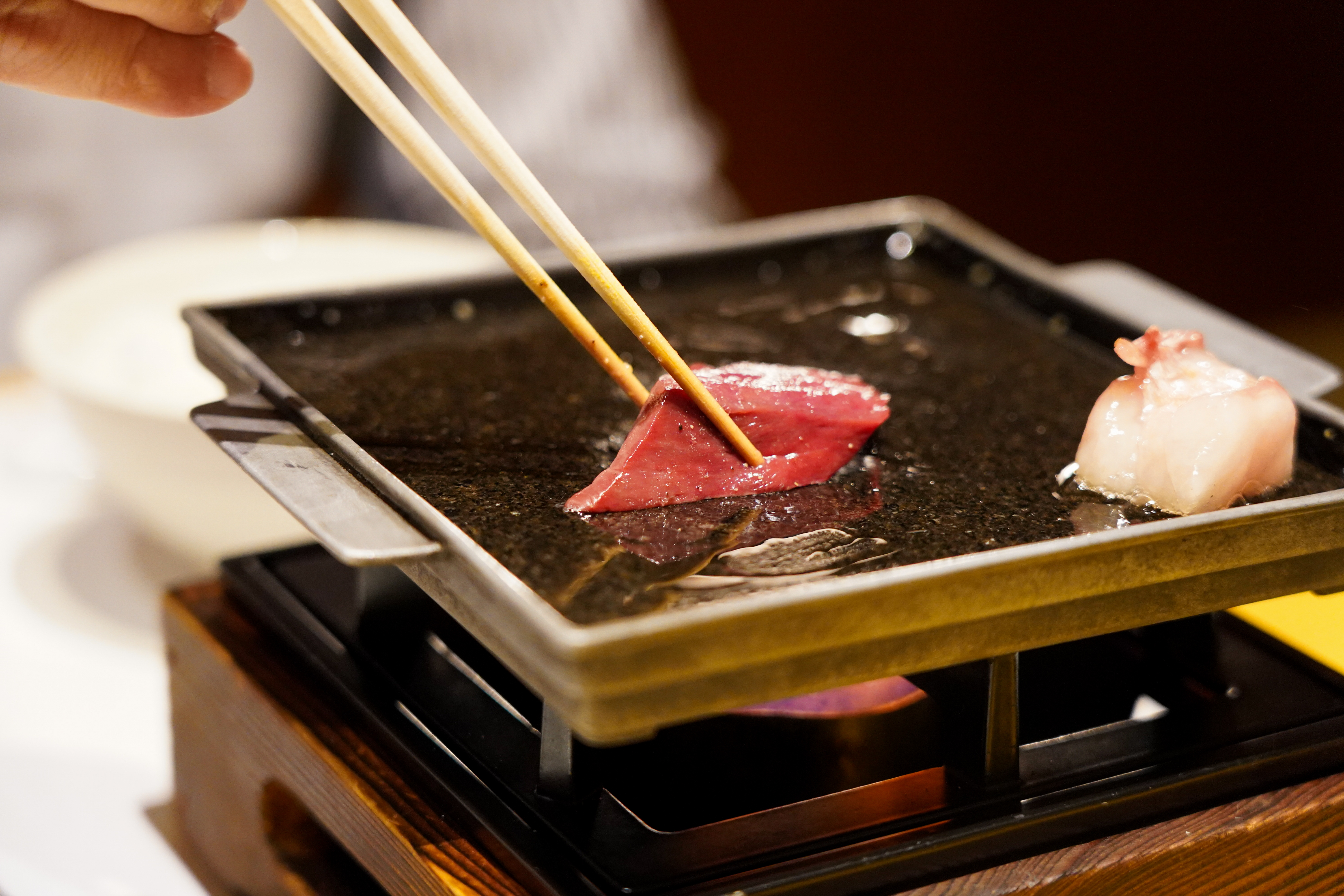
熊本馬肉烤肉

## 特產[1]
| 水果、蔬菜           | 水果、蔬菜                               |
| -------------------- | ---------------------------------------- |
| 夏蜜柑               | 全國都道府縣收穫量第1名(15年度)。        |
| 温州蜜柑             | 全國有數的產地。                         |
| 晚白柚               | 熊本的柑橘類名物。                       |
| 甜瓜                 | 全國都道府縣收穫量第3名(16年度)。        |
| 西瓜                 | 全國都道府縣收穫量第1名(16年度)。        |
| 水产、海产动物       |                                          |
| 天草的水产、海产动物 | 河豚、鮟鱇魚、龍蝦、鮑魚、蠑螺、海膽等。 |
| 肉類、乳製品         |                                          |
| 和牛                 | 天草黒毛和牛。                           |
| 馬肉                 | 熊本的馬刺料理有名。                     |
| 地方菜               |                                          |
| 辛子蓮藕             | 將孔填充辛子味噌的蓮藕。                 |
| 南關素麵             | 玉名郡南關町。                           |
| 工艺品、民艺品       |                                          |
| 小代燒               | 國家指定的傳統工藝品。                   |
| 天草陶磁器           | 國家指定的傳統工藝品。                   |
| 肥後象眼             | 國家指定的傳統工藝品。                   |
| 打火石               | 宮原町是打火石產地。                     |

## 經濟
全球最大晶圓代工公司台積電於熊本菊陽町設廠，並於2024年2月啟用，日本九州金融集團公司估算，台積電為熊本縣帶來的10年經濟效益高達6.85兆日圓。

## 媒體

### 報紙
- 熊本日日新聞（日语：熊本日日新聞）
- 日刊人吉新聞（日语：日刊人吉新聞）
- 有明新報（日语：有明新報）（本社在福冈县大牟田市，縣内的荒尾市和玉名郡南関町、長洲町為販賣範圍）

### 電視
- NHK熊本放送局
- 熊本放送（RKKテレビ）
- 熊本電視台（TKU）
- 熊本縣民電視台（KKT）
- 熊本朝日放送（KAB）

## 註解
1. ↑  . 日本の名物特産品・特産物.   [2010-08-23]. （原始内容存档于2021-02-10）.
2. ↑  .   [2010-08-23]. 原始内容存档于2024-05-22.

## 外部連結
- 熊本縣官方網站 （页面存档备份，存于） （日語）
- 熊本縣观光联盟 （页面存档备份，存于） （简体中文） （繁體中文） （英文）
- 维基导游上有關熊本縣（中文）的旅行指南
- OpenStreetMap上有關熊本縣的地理
- 維客旅行上的熊本縣 （页面存档备份，存于）